# M*A*S*H (филм)
M*A*S*H (срп. Меш), поднаслов M*A*S*H Gives a D*A*M*N (срп. Меш Не Боли Брига) је амерички антиратни сатирични филм из 1970. године, у режији Роберта Алтмана, базиран на књизи "Меш" (енг. Mash: A Novel About Three Army Doctors) америчког писца и војног хирурга Ричарда Хукера.
Радња филма смештена је у току Корејског рата, у четири хиљаде седамдесет и седмој мобилној војној болници (Мobile Army Surgical Hospital). Глумачку поставу чине Доналд Садерланд, Елиот Гулд, Том Скерит, Сали Келерман, Роберт Дувал, Рене Обержонуа, Гари Бургоф, Роџер Бовен, Мајкл Марфи и Фред Вилијамсон. Иако је радња смештена током Корејског рата, антиратна порука филма била је усмерена према тадашњем рату у Вијетнаму у којем су Сједињене Америчке Државе учествовале.
Филм је био критички и комерцијални успешан. Освојио је Златну палму 1970. године, и био је номинован за пет Оскара, укључујући и онај за најбољи филм, а освојио је онај за Најбољи адаптирани сценарио. Конгресна библиотека уврстила је Меш у своју листу филмова који су 'културно, историјски или естетски битни'. Филм је 2000. године био рестауриран.
M*A*S*H био је први филм који се приказивао на првом одржаном FEST-у 9. јануара 1971. године.
Колосални успех филма довели су до креације истоимене серије две године касније. Гери Бургоф, који је глумио млађег водника Радара О’Рајлија, једини је члан поставе који је глумио и у филму и у серији.
Поред стандардног стила писања наслова са звездицама, наслов филма је такође стилизован као MASH или као M.A.S.H.

## Радња
Капетан Бенџамин Френклин "Хокај" Пирс и капетан Август Бедфорд "Дјук" Форест бивају пребачени у четири хиљаде седамдесет и седму мобилну војну јединицу, смештену пар километара од главне линије фронта, у јеку Корејског рата. Пирс и Форест краду војни џип и стижу у камп, где сазнају да деле шатор са мајором Френком Бeрнсом који је опседнут чином и који је религиозни фанатик. Пирс и Форест су сјајни хирурзи, али воле да се шале на туђи рачин и склони су кршењу правила. Њих двојица одлучују да избаце Френка из њиховог шатора. Френк започиње тајну аферу са главном медицинском сестром, мајором Маргарет Хулихан. Уз помоћ Радара О’Ралија, Пирс и Форест убацују микрофон у шатор у којем су се налазили Бeрнс и Хулихан и на разгласу пуштају њихов однос. Ту, Хулихан говори Бeрнсу да "пољуби њене Вруће Усне" због чега добија надимак "Вруће Усне" Хулихан. Следећег јутра, Бeрнс напада Пирса, због чега бива избачен из кампа и послат на психијатријску евалуацију. У камп долази "Трапер Џон" Мекинтајер, којег Пирс препознаје из студентских дана. Пирс, Трапер и Форест постају познати као "Момци из Мочваре".
Валтер Валдовски, зубар болнице, одлучује да почини самоубиство, након случаја импотенције. Валдовски је закључио да је постао хомосексуалац и одлучио је да се убије. Момци из Мочваре организују опроштај у виду рекреације слике Тајна вечера, Леонарда да Винчија. Пирс даје црну пилулу Валдовском, који верује да ће га она убити. Та пилула га заправо само успава. Хокај за то време убеђује пуковника Марију "Диш" да помогне Валдовском са његовом импотенцијом. Она то чини, и Валдовски одлучује да је живот ипак вредан живљења. Марија се следећег јутра враћа за Сједињене Америчке Државе.
Трапер и Хокај су послати за Јапан да би оперисали на сину конгресмена. Након неауторизоване операције на болесном детету, прети им војни суд због погрешног коришћења војних ресурса. Они затим уцењују конгресмена, намештеним сликама њега са проститутком, због којих их он оставља на миру.
Након повратка у четири хиљаде седамдесет и седму војну болницу, Момци из Мочваре организују утакмицу америчког фудбала против супарничке триста двадесет и пете евакуационе болнице. Пирс и његова војна болница побеђују у утакмици, након чега се Пирс и Ђук враћају у украдени џип и крећу назад за Америку. На крају филма, глас на разгласу чита имена глумаца и њихове улоге, након чега глас водника Гормана каже: "Проклета Армија!". Екран затим постаје црн. 

## Улоге
- Доналд Садерланд - капетан Бенџамин Френклин "Хокај" Пирс[а]
- Елиот Гулд - капетан "Трапер" Џон Френсис Ксавијер Мекинтајер
- Том Скерит - капетан Август Бедфорд "Ђук" Форест
- Сали Келерман - мајор Маргарет "Вруће Усне" Хулихан
- Роберт Дувал - мајор Френк Бeрнс
- Роџер Бовен - потпуковник Хенри Брејмор Блејк
- Рене Обержонуа - отац Францис Џон Патрик "Црвени" Мулкахи
- Давид Аркин - водник Вејд Даглас Волмер
- Џо Ен Пфлуг - пуковник Марија "Диш" Шнајдер
- Џон Шак - капетан Валтер "Безболни Пољак" Валдовски, зубар
- Карл Готлиб - капетан Џон "Ружни Џон" Блек
- Фред Вилијамсон - капетан Оливер Хармон "Бацач Копља" Џоунс
- Боби Труп - водник Горман
- Гари Бургоф - млађи водник Валтер "Радар" О’Рајли
- Џи Вуд - генерал Хамонд
- Ким Атвуд - Хо-Џон
- Силвестер Сталоне - војник (непотписан)

## Рецензије
Роџер Иберт дао је филму четири од четири звездице и рекао: "Смејемо се, не зато што је Меш "Наредник Билко" за одрасле, већ зато што је толико искрен скривеном садисти у свима нама. [...] Већина комедија жели да се смејемо стварима које нису толико смешне; У овоме, смејемо се тачно зато што ствари нису смешне. Смејемо се, да не бисмо плакали."
На сајту Rotten Tomatoes филм има скор од 84% и ознаку "свеж" (енг. fresh), док на веб-сајту Метакритик има скор од 80.
У својој рецензији за Hollywood Reporter, Џон Махони написао је: "M*A*S*H не поштује многе ствари: рат, секс, бирократију, војна одликовања, али никад незасити дух његовог народа, који раде са мобилном војном болницом близу фронтова Корејског рата, и даје до знања да су и они на неки начин, ратни заробљеници."
У свом провокативно названом чланку "Признајем, није ми се допао Меш", новинар Ричард Кормс за Њујорк Тајмс, саосећао се са карактером Френка Бeрнса и написао је: "У ком другом филму се очекује од нас да се саосећамо са мучитељима, колико год били допадљиви, и урламо на жртве, колико год су оне то заслужиле. [...] Јак случај би могао да буде представљен, да је Меш клинички двосмислена студија како се Џо Колеџ и Фред Пред-медицински продају корумпираном систему као што је рат. Али та студија не би била слатка и окрутна мешавина (енг. mish-MASH) коју су већина критичара хвалили, и коју се људи ређају да виде."